# Steven R. McQueen
Steven R. McQueen, geboren als Terrence Steven McQueen (Los Angeles, 13 juli 1988), is een Amerikaanse acteur. Hij speelde onder meer Kyle Hunter in Everwood en Jeremy Gilbert in The Vampire Diaries. Hij is de kleinzoon van Steve McQueen.
Hij debuteerde met een gastrol in de serie Threshold. In datzelfde jaar had hij een terugkerende gastrol in Everwood. Zijn televisiefilmdebuut maakte hij in Club Soda waarvoor hij een 'Beste Mannelijke Vertoning'-prijs kreeg op het Beverly Hills Film Festival.
Vanaf 2009 speelt hij een hoofdrol in de televisieserie The Vampire Diaries.

## Filmografie
- Bibsys: 11017510
- Gemeinsame Normdatei: 1034997432
- International Standard Name Identifier: 0000 0003 6564 1645
- Library of Congress Control Number: no2011015680
- Virtual International Authority File: 10149066620365602430